# Notonewtonia thayerae
Notonewtonia thayerae – gatunek chrząszcza z rodziny kusakowatych, podrodziny łodzikowatych i plemienia Scaphisomatini.
Gatunek ten opisany został w 2003 roku przez Ivana Löbla i Richarda A.B. Leschena. Epitet gatunkowy nadano na cześć Margaret Thayer, specjalistki od kusaków.
Chrząszcz o ciele długości od 2,4 do 2,65 mm, wąskim, około 1,75 raza dłuższym niż szerszym, ubarwionym czarno z nieco jaśniejszymi udami i goleniami oraz ochrowymi lub jasnobrązowymi: czułkami, stopami i końcowymi segmentami odwłoka. Dość długie, położone włoski porastają głowę, tułów, pokrywy i pierwszy widoczny sternit odwłoka. Na czole widnieją dwa wciski. Aparat gębowy cechują przeplatane rzędy długich i delikatnych szczecinek na wierzchołkach żuwek zewnętrznych oraz falista przednia krawędź przedbródka. Przedtułów cechują wystające za jego tylną krawędź tylne kąty przedplecza oraz para oszczecionych dołków na hypomerach. Golenie przedniej pary odnóży zaopatrzone są w grzebyki z bardzo krótkich, delikatnych szczecinek. Wyrostek śródpiersia jest szerszy niż poprzeczne biodra środkowej pary odnóży. Linie biodrowe przy tejże parze odnóży są łukowato wygięte. Pokrywy charakteryzuje brak połączenia między rzędami nasadowymi a przytarczkowymi. U samca piąty widoczny sternit odwłoka ma ściętą tylną krawędź, a szósty jest ku tyłowi równomiernie zwężony.
Owad endemiczny dla Nowej Zelandii, znany z Wyspy Północnej i zachodniej części Wyspy Południowej.